# Karol Dobiaš
Karol Dobiaš (Handlová, 18 de dezembro de 1947) é um ex-futebolista profissional  e técnico de futebol eslovaco que atuava como meio-campo.

## Carreira
Karol Dobiaš fez parte do elenco da Seleção Checoslovaca de Futebol, na Copa de 70 e nas Euros de 1976 e 1980

## Títulos
- Eurocopa: 1976